# Marc Semproni Tudità (cònsol 240 aC)
Marc Semproni Tudità (en llatí: Marcus Sempronius C. F. M. N. Tuditanus) va ser un magistrat romà que va viure al segle iii aC. Formava part de la gens Semprònia i portava el cognomen de Tudità.
Va ser elegit cònsol l'any 240 aC amb Gai Claudi Centó. Després va ser censor el 230 aC amb Quint Fabi Màxim Berrugós.